# Pałac w Krobielowicach
Pałac w Krobielowicach (niem. Schloss Krieblowitz) − zabytkowy pałac na Dolnym Śląsku w miejscowości Krobielowice (powiat wrocławski, gmina Kąty Wrocławskie) z okresu XVI−XIX w. 

## Historia
W XIV wieku znajdowała się tu budowla obronna, którą w 1349 r. kupił Heinrich von Sitten. W 1417 r. od kolejnego właściciela nazwiskiem Optzkone całą wieś nabył opat Andreas Rügler, włączając je do dóbr klasztoru św. Wincentego na Ołbinie. Na miejscu dawnego obiektu w drugiej połowie XVI wieku został wybudowany renesansowy murowany dwór, w którym mieścił się klasztorny zarząd dóbr oraz mieszkania dla urzędników i tymczasowo przebywających tu zakonników. W 1646 opatem był Mateusz Stefan Rosenzweig. Prace renowacyjne w 1675 przeprowadził Andres Gebel. W latach 1699–1704 opat wrocławskich norbertanów Karl Keller dokonał generalnej rozbudowy dworu (stanowiącego północno-zachodnie skrzydło dzisiejszej budowli), nadając mu obecny kształt rezydencji typu pałacowego. W 1810 r. podczas sekularyzacji dóbr zakonnych w Prusach pałac został skonfiskowany przez króla pruskiego. W 1814 r. wraz z Krobielowicami został on przekazany feldmarszałkowi G. L. von Blücherowi w uznaniu zasług i w nagrodę za zwycięstwa nad wojskami napoleońskimi. Blücher zmarł w pałacu 12 września 1819 r. i pochowany został w ukończonym 34 lata później mauzoleum niedaleko wsi. W 1878 roku zbudowano w duchu eklektycznym trzy narożne wieże z ceglanymi hełmami, taras od południa i werandę z arkadami. Pałac pozostawał w rękach Blücherów do końca II wojny światowej. Za ich panowania zburzony został stary budynek bramny położony na wschód od pałacu, wzniesiona została nowa gorzelnia, browar i karczma. 
W okresie PRL został upaństwowiony; później wykupiony przez potomka angielskiej części rodziny marszałka Blüchera - Chrisa Vaile, obywatela Nowej Zelandii, który wyremontował pałac po 1993 roku. Obecnie w pałacu mieści się hotel, restauracja i klub golfowy, a otaczające pałac tereny przekształcono na pole golfowe.
W elewacji południowej renesansowy portal  wejściowy. W agrafie herb opata. Konsolę na dziedzińcu równie zdobi herb oo. norbertanów (premonstratensów) z inicjałami CKASV. Na gzymsie konsoli znajdował się napis ANNO 1704 .

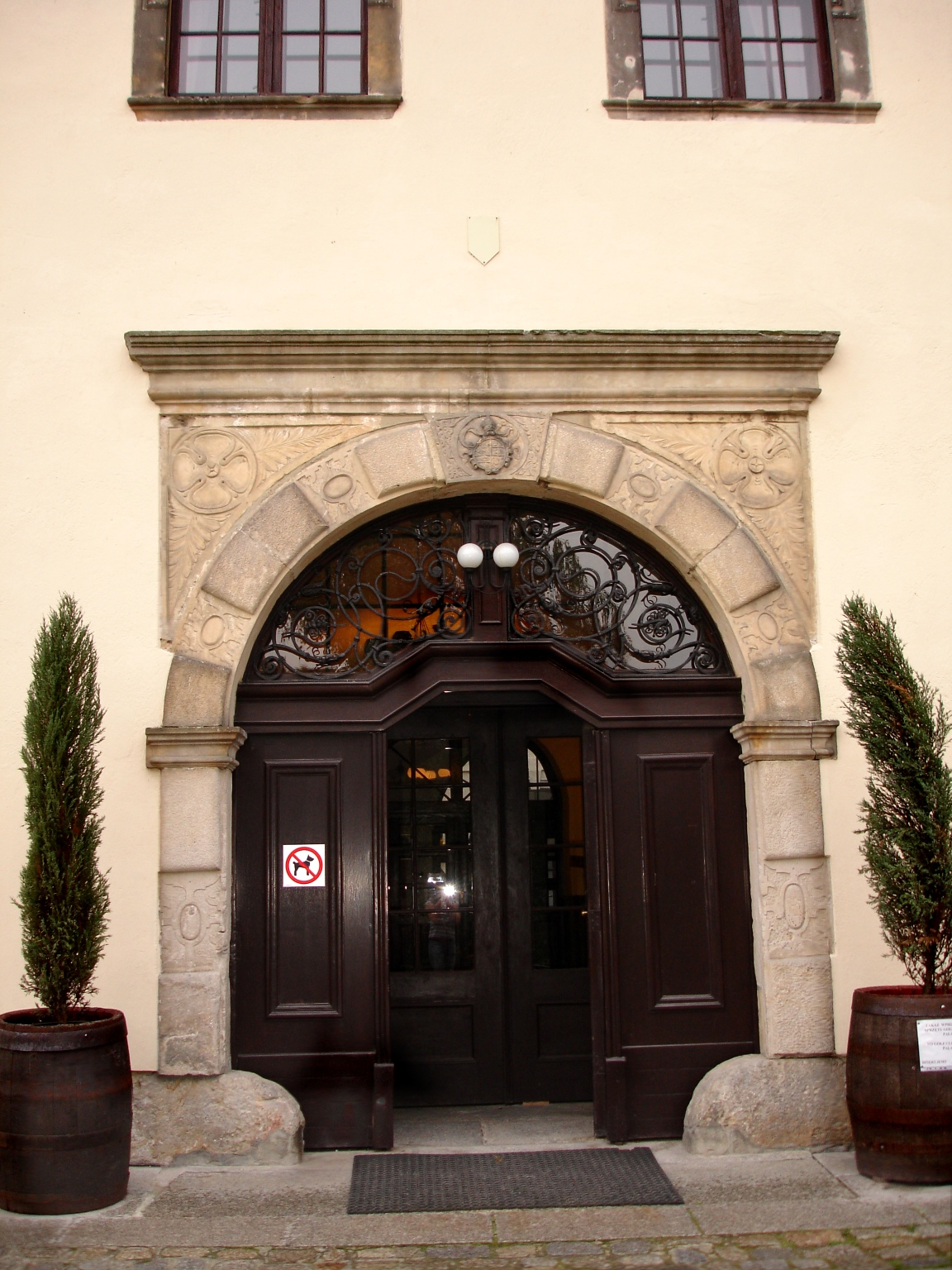
Portal z herbem
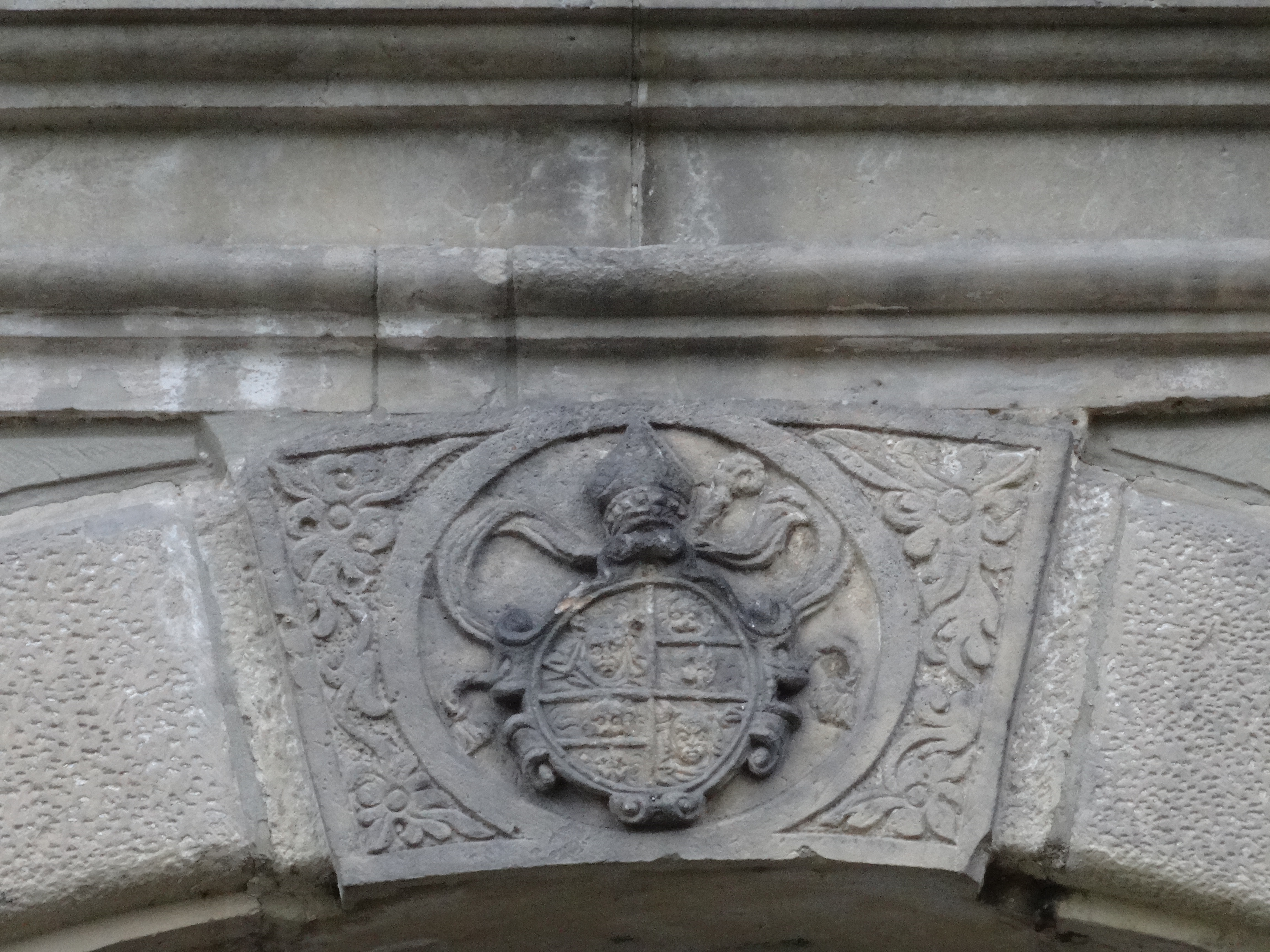
Herb opata
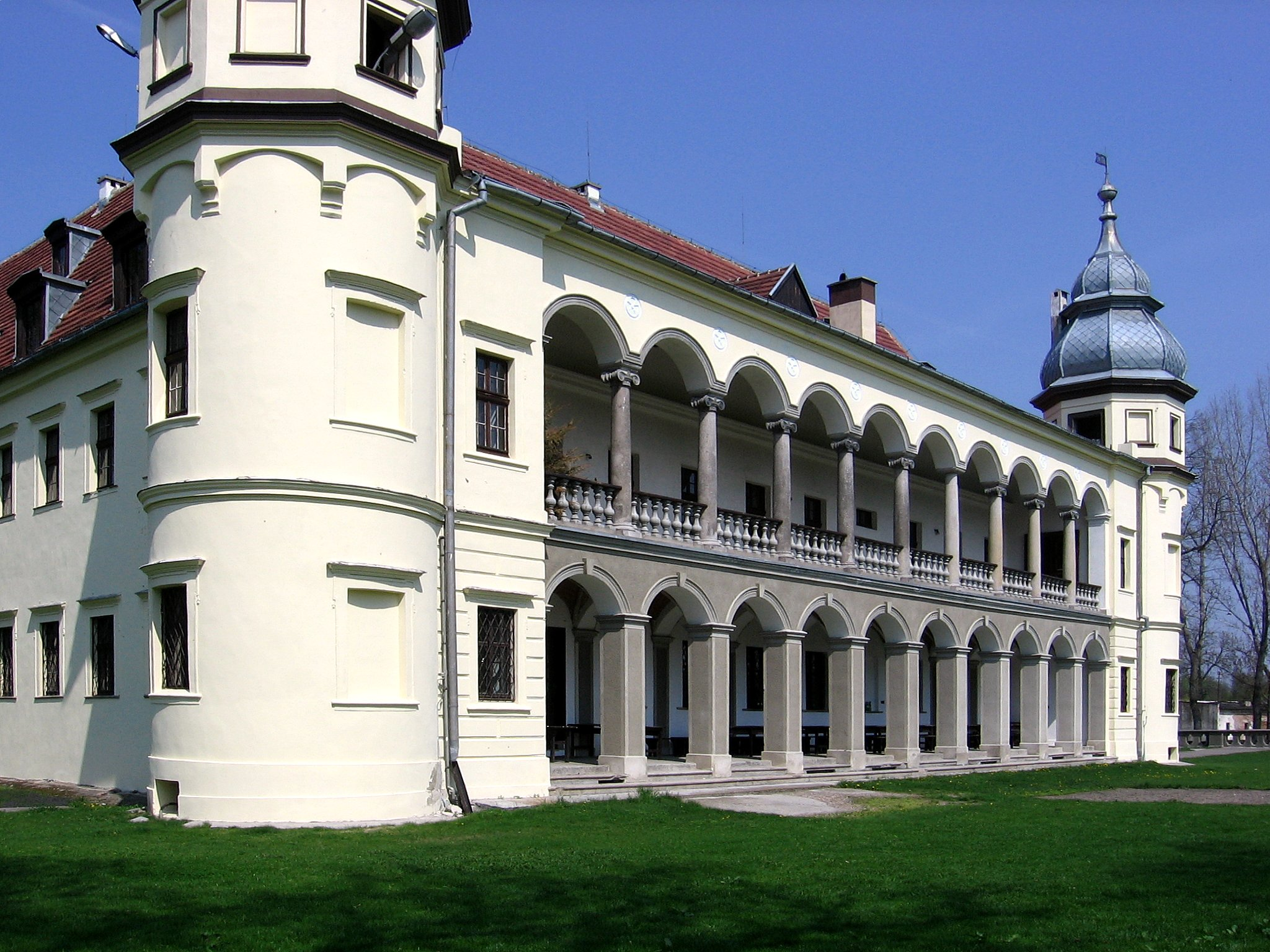
Pałac w Krobielowicach
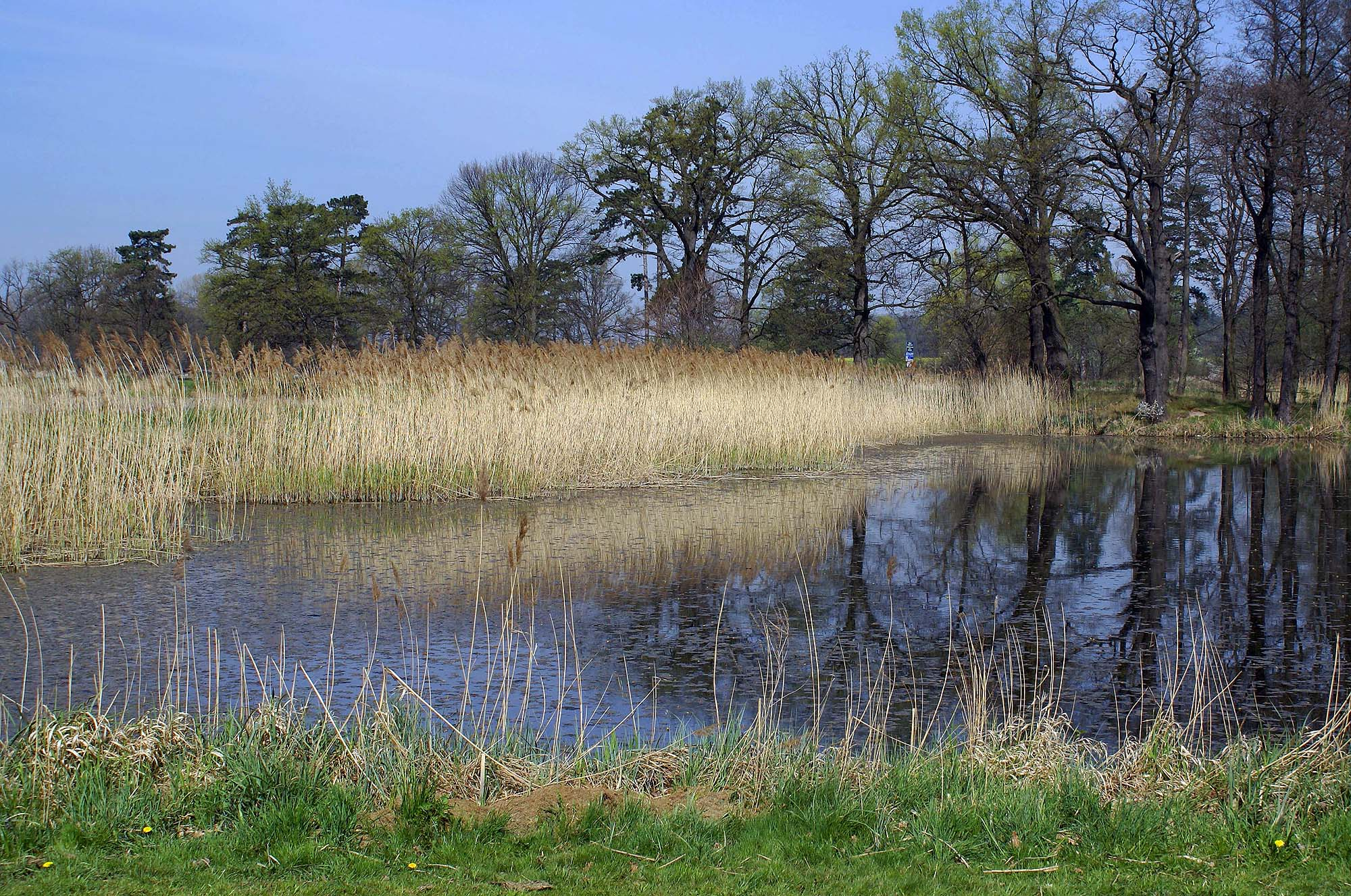
Fragment parku
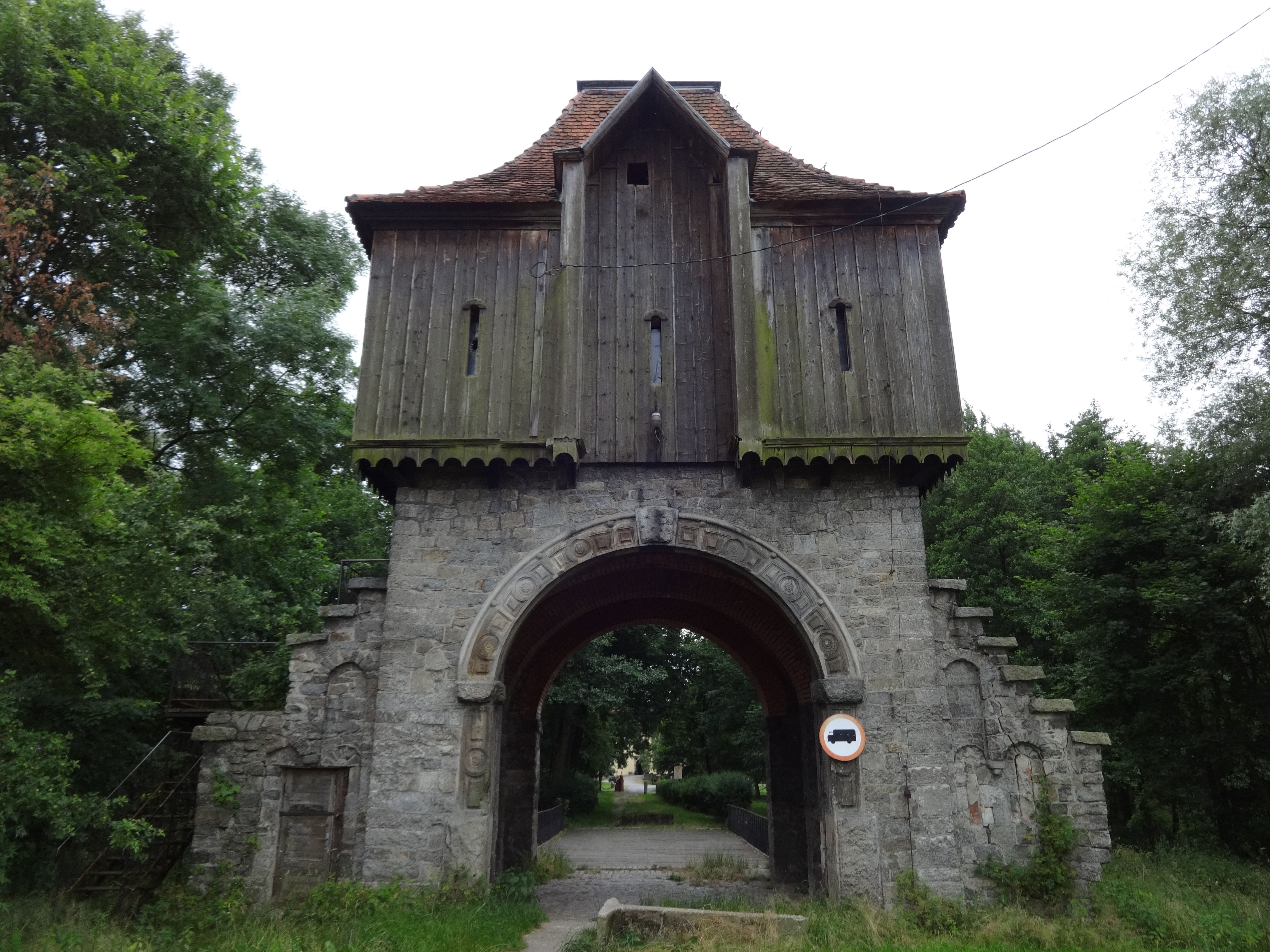
Budynek bramny w folwarku
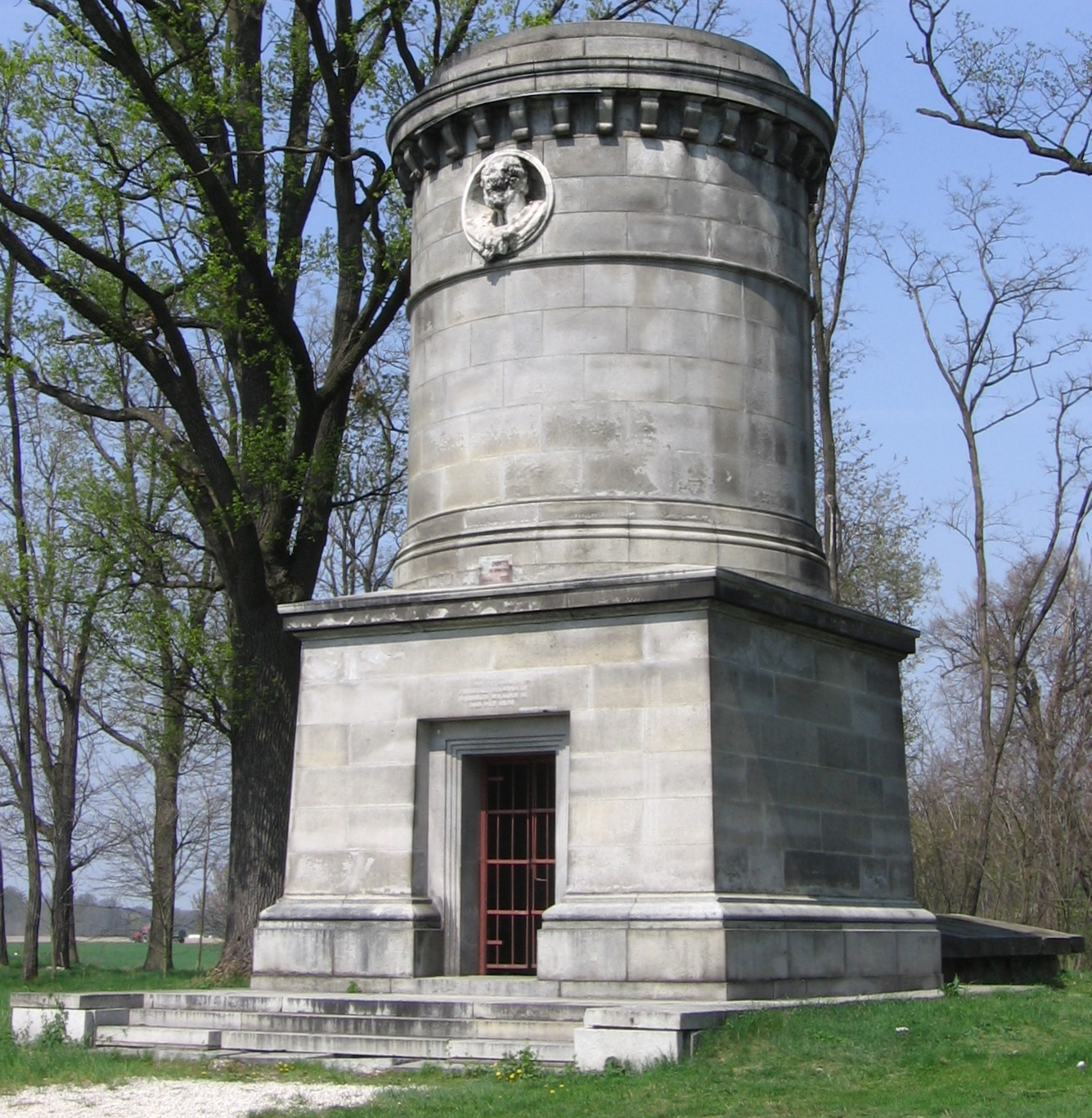
Mauzoleum Blüchera